# Platysoma anceps
Platysoma anceps är en skalbaggsart som först beskrevs av Schmidt 1892.  Platysoma anceps ingår i släktet Platysoma och familjen stumpbaggar. Inga underarter finns listade i Catalogue of Life.